# Chndzoresk
Chndzoresk (armeniska: Խնձորեսկ) är en ort i Armenien. Den ligger i provinsen Siunik, i den sydöstra delen av landet, 180 kilometer öster om huvudstaden Jerevan. Chndzoresk ligger 1 524 meter över havet och antalet invånare är 1 940.
Terrängen runt Chndzoresk är lite bergig. Närmaste större samhälle är Goris, 8,1 kilometer väster om Chndzoresk.
Trakten runt Chndzoresk består i huvudsak av gräsmarker. Runt Chndzoresk är det ganska glesbefolkat, med 42 invånare per kvadratkilometer.